# Марія, Мирабела в Транзисторії
Марія, Мирабела в Транзисторії (рум. Maria şi Mirabella în Tranzistoria) — радянсько-румунський художній фільм 1988 року з елементами мультиплікації. Останній фільм режисера Іона Попеску-Гопо. Фільм не є продовженням фільму «Марія, Мирабела» 1981 року і являє собою зовсім іншу історію, хоча і використовує тих же персонажів. Румунська прем'єра відбулася 10 квітня 1989 року в Бухаресті, радянська — в січні 1990 року в Москві.

## Сюжет
Нові пригоди сестер Марії та Мирабели. На цей раз вони потрапили в чарівну країну Транзисторію, яка знаходиться всередині звичайного телевізора. Герої казки: сестрички-близнючки Марія і Мирабела, а також їхні друзі — світлячок Скіперич, метелик Оміде і жабеня Квакі. Композитор використав широкий арсенал виразних засобів і жанрів — оперну арію, старовинну баладу і танець в стилі «диско». Цього разу в ролях Марії та Мирабели (які за сюжетом є іншими дівчатами — прихильницями оригінального фільму) задіяні інші актриси. Квакі, Скіперич і Оміде спочатку не є живими істотами, як в першому фільмі, а просто мультяшками (проте згодом перетворюються в людей, яких грають живі актори).

## У ролях
- Іоана Морару — «Марія» (озвучила Александрина Халік)
- Андріану Кучинська — «Мірабела» (озвучила Кармен Міхалаке)
- Стела Попеску — бабуся
- Грігоре Грігоріу — Король Транзисторії
- Анда Келугеряну — Квакі (озвучування)
  - Жорж Войку — Квакі в людській подобі
- Александрина Халік — Оміде (озвучування)
  - Олена Зайцева — Оміді в людській подобі (озвучування  Сïмона Маïканеску)

- Міхай Константинеску — Скіперич (озвучування)
  - Міхай Бісерікану — Скіперич в людській подобі
- Іон Дікісяну — вчитель в Транзисторії
- Хораціу Мелееле — тато
- Оана Пелля — мама

## Знімальна група
- Автор сценарію: Валентин Єжов, Іон Попеску-Гопо, Григоре Вієру
- Режисер: Іон Попеску-Гопо,  Володимир Пекар
- Оператор: Алеку Попеску,  Кабул Расулов
- Композитор:  Євген Дога
- Звукооператор:  Борис Фільчіков
- Художники-постановники: Тетяна Колюшева, Костянтин Сіміонеску
- Художники-мультиплікатори:  Марина Восканьянц,  Ельвіра Маслова,  Галина Зєброва,  Наталія Богомолова ,  Марина Рогова,  Дмитро Куликов